# Just Say Ozzy
Just Say Ozzy – trzecia oficjalna płyta koncertowa brytyjskiego wokalisty Ozzy’ego Osbourne’a, wydana w 1990 roku (zob. 1990 w muzyce).

## Lista utworów
Źródło.
1. „Miracle Man” – 4:01
2. „Bloodbath in Paradise” – 5:01
3. „Shot in the Dark” – 5:33
4. „Tattooed Dancer” – 3:48
5. „Sweet Leaf” – 3:22
6. „War Pigs” – 8:23

## Skład zespołu
- Ozzy Osbourne – wokal
- Zakk Wylde – gitara
- Geezer Butler – gitara basowa
- Randy Castillo – perkusja